# 49 Dywizja Piechoty (Imperium Rosyjskie)
49 Dywizja Piechoty (ros. 49-я пехотная дивизия) – dywizja piechoty Armii Imperium Rosyjskiego, w tym okresu działań zbrojnych I wojny światowej.

## Charakterystyka
W 1914 wchodziła w skład 24 Korpusu Armijnego. Sztab dywizji stacjonował w Permie. W tym czasie dywizja etatowo posiadała cztery pułki po cztery bataliony oraz brygadę artylerii polowej z 6 bateriami po 8 dział. Doświadczenie zdobyte podczas walk na frontach I wojny światowej  skutkowało zmianami organizacyjnymi. Zimą z 1916 na 1917 rozpoczęto reorganizację dywizji piechoty. Zredukowano liczbę batalionów z 16 do 12 i zmniejszono liczbę dział polowych na mniej aktywnych odcinkach frontu.

## Struktura organizacyjna
Organizacja w 1914
- 1 Brygada Piechoty (Wiatka)
  - 193 Swijażski pułk piechoty (Wiatka)
  - 194 Troicko-Siergijewski pułk piechoty (Perm)
- 2 Brygada Piechoty (Jekaterynburg)
  - 195 Orowajski pułk piechoty (Jekaterynburg)
  - 196 Insarski pułk piechoty (Czelabińsk)
- 49 Brygada Artylerii